# Masaaki Hacumi
Masaaki Hacumi (初見良昭, Hacumi Masaaki) (* 2. prosince 1931, Noda, Japonsko) je učitelem japonských bojových umění nindžucu a budžucu. On sám v pozdějších letech označoval svůj systém budžinkan budó taidžucu.

## Život
Se studiem bojových umění začal již v dětském věku o svého otce. V průběhu několika let trénoval více bojových umění až do doby, kdy se setkal s mužem jménem Tošicugu Takamacu. Od této doby studoval bojová umění pouze pod ním. Před jeho smrtí zdědil titul velmistra. Po nějakém čase založil mezinárodní organizaci Bujinkan Dójó, díky které rozšířil jím prezentovaná bojová umění do celého světa. Dnes najdete pobočku téměř v každém státě, i v Česku.
Od svého učitele zdědil titul sóke (představitel) v těchto devíti tradičních školách bojových umění:
- Togakure ryú ninpó taijutsu, 34. sóke (nejstarší dochovaná škola nindžucu)
- Gyokko ryú kosshijutsu, 28. sóke
- Kukishinden ryú happó hiken, 26. sóke
- Shindenfudó ryú dakentaijutsu, 26. sóke
- Gyokushin ryú ninpó, 21. sóke
- Kotó ryú koppójutsu, 18. sóke
- Takagi yóshin ryú jútaijutsu, 17. sóke
- Gikan ryú koppójutsu, 15. sóke
- Kumogakure ryú ninpó, 14. sóke

Jeden z citátů Masaaki Hacumiho o bojovém umění nindžucu: „Věřím, že ninpó, nejvyšší stupeň nindžucu, by mělo být nabízeno světu jako základní myšlenka všech bojových umění. Fyzické a duchovní techniky přežití zvěčněné japonským nindžou byly vlastně jedním ze zdrojů japonských bojových umění. Bez úplného tréninku se všemi aspekty bojového umění, by dnešní bojová umění nemohly doufat, že se dostanou dále než pouhé dovednosti omezeného souboru svalových cvičení, které tvoří jejich trénink. Osobní osvícení lze vyvinout pouze pomocí úplného ponoření se do bojové tradice, přijetí ho jako způsobu života. Zkušeností konfrontace s nebezpečím, překonáním strachu ze zranění nebo smrti a získáním znalostí o osobních schopnostech a omezeních pak ten, kdo trénuje nindžucu, může získat sílu a nepřemožitelnost povolující požitek květiny kývající se ve větru, uznání lásky druhých a uspokojení z míru ve společnosti.“
Za svou činnost obdržel od vlády Japonska, prostřednictvím císařské kanceláře ocenění Šidžuhóšó, což je jedno z nejprestižnějších ocenění, které může získat jednotlivec za významné zásluhy v šíření kulturního dědictví Japonska.

## Zdroje
kniha "Nindžucu, historie a tradice" - autor Masaaki Hacumi